# Буздяк (посёлок станции)
Буздя́к (баш. Бүздәк) — упразднённый посёлок станции в Буздякском районе Башкирской АССР РСФСР СССР. Ныне территория села Буздяк.

## История
Основан в 1930-е годы как п. Станции Буздяк на участке Бугульма-Чишмы Московско-Казанской (ныне Куйбышевская) железной дороги.
В феврале 1942 года на железнодорожной станции Буздяк были сформированы 1097-й, 1098-й пушечно-артиллерийские, 121-й, 122-й и 123-й миномётные полки.
В середине 1970-х гг. посёлок станции Буздяк слился с расположенными рядом с.Табанлыкуль и д.Верхний Буздяк в один населённый пункт (тип: село) под названием Буздяк.

## Известные уроженцы, жители
Закирова, Аляра Нурмухаметовна (род. 1941) — учёный-кардиолог, доктор медицинских наук (1995).